# Eau du robinet

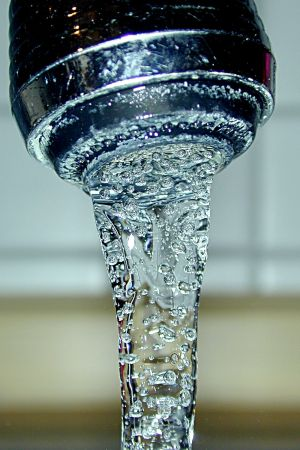
De l’eau potable du robinet, ici aérée par un robinet « mousseur ».

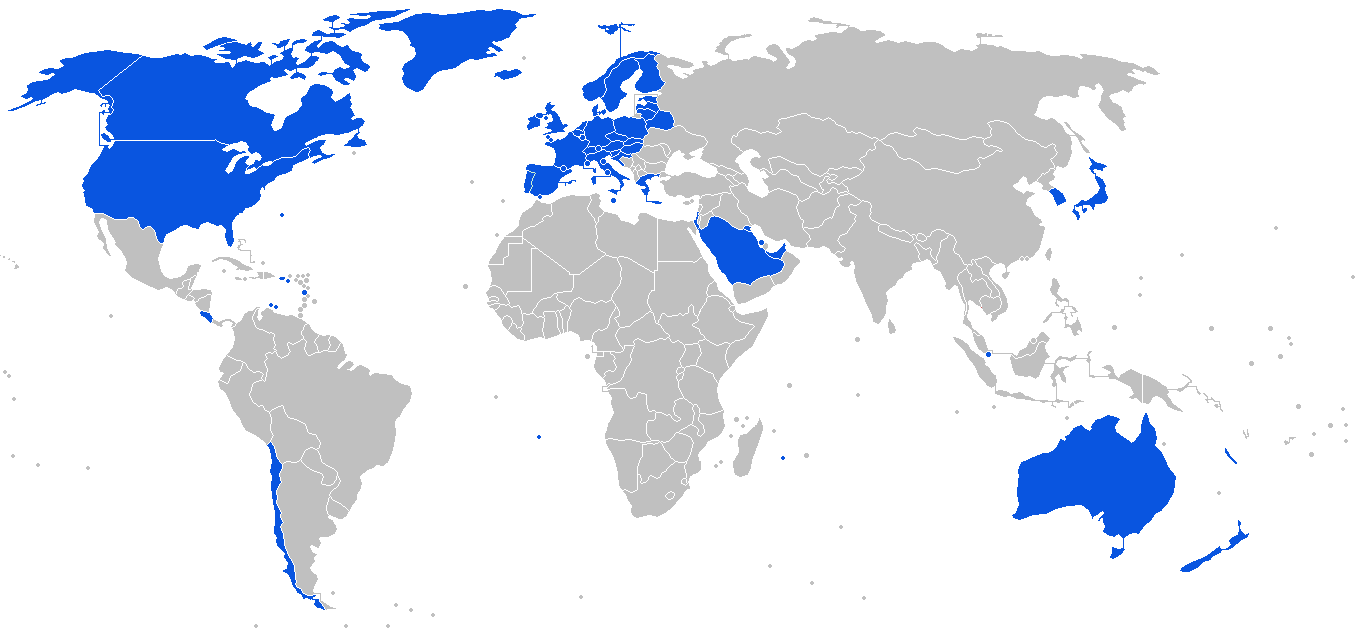
Où vous pouvez boire de l'eau du robinet dans le monde entier.

Pour les articles homonymes, voir eau (homonymie) et robinet.
L'eau du robinet, ou eau de distribution ou parfois eau courante, est une eau potable plate distribuée directement chez l'utilisateur (ménages, entreprises, bâtiments publics, etc.). Elle est transportée par un réseau de canalisations depuis son point de captage (source, forage, rivière, etc.) jusqu’aux robinets des utilisateurs. Le plus souvent, cette eau est rendue potable par un centre de traitement et de désinfection, puis stockée dans un ou plusieurs réservoirs (par exemple le château d'eau) en attendant d'être consommée.
Sa qualité est règlementée et soumise à des contrôles sanitaires, dans les pays développés. Elle provient le plus souvent d’une nappe souterraine, d’une rivière ou plus simplement d'une source apparente et subit de nombreux traitements avant d’arriver au consommateur. Dans certaines régions, elle provient du dessalement. Il s'agit du circuit de l'eau, qui suppose une véritable transformation de la ressource et tout un service de la distribution de l'eau.

## Origine de l'eau du robinet
Les techniques de prélèvement et de préparation de l'eau varient selon son origine (nappe, cours d’eau...) et selon le contexte de risques quant à sa qualité (nature des sols, proximité de zones agricoles, présence de sites industriels très pollués). Chaque situation mobilise des techniques spécifiques, aux coûts variables. Cette variété de situations sert à justifier l'absence de tarif unique pour l’ensemble du territoire, ainsi que la difficulté de comparatifs des tarifs pratiqués.

## Étapes du traitement de l'eau
1. L'eau est pompée ou amenée naturellement par gravité de son point de captage (puits, rivière, source) jusqu'à une station ou usine de traitement. Lorsqu'il s'agit d'un pompage en rivière, la prise d'eau est le plus souvent protégée par une grosse grille afin d'éviter l'intrusion de gros objets dans la canalisation.
2. L'eau passe d'abord dans un décanteur où elle séjournera plus ou moins longtemps selon son état. Les matières en suspension les plus lourdes se déposent au fond du décanteur. Pour accélérer la décantation et en améliorer l'efficacité, des produits floculants et/ou coagulants sont parfois ajoutés dans l'eau ; il s'agit le plus souvent de chlorure ferrique ou d'aluminium. Ces produits floculants et coagulants agglomèrent les matières en suspension fines, qui forment un amas plus aisé à enlever.
3. Les solides se déposent au fond du bassin de décantation. Par la suite, l'eau est prélevée à la surface du décanteur et débarrassée de la plus grosse partie de ses impuretés. 
Remarque : Lorsque l'eau est pompée depuis une nappe souterraine très profonde, il peut arriver qu'elle soit particulièrement propre et n'ait donc pas besoin de subir une étape de décantation/floculation/coagulation. Cette eau subira donc directement l'étape de désinfection.
4. L'eau peut ensuite être filtrée par un filtre à sable. Les couches de sable retiennent les particules en suspension qui ne sont pas restées dans le décanteur, avec les parasites. L'eau sort clarifiée et prête à être désinfectée.
5. L'étape de désinfection peut se faire de différentes manières, avec de l'ozone ou du chlore. Ces produits très oxydants vont détruire les bactéries et les virus. L'ozone est un gaz qui ne se transporte pas et doit donc être produit sur place par un ozoneur. Le coût de cette production d'ozone explique pourquoi l'ozonation n'existe que dans les grandes stations de traitement.
6. L'eau peut ensuite passer par une étape de filtration à travers des charbons actifs en grains. Le charbon actif retient bien les substances chimiques ou organiques qui restent dans l'eau, peu les pesticides.
7. L'étape finale consiste en un ajout de chlore dans l'eau afin de la désinfecter jusqu'à son arrivée au robinet du consommateur.
8. L'eau potable est pompée et envoyée dans des réservoirs situés en hauteur (de type château d'eau) en attendant d'être consommée par les utilisateurs, via leurs installations domestiques. Les réservoirs sont remplis soit en continu, soit jour après jour avec une eau nouvellement produite.

## Chlore
Après la désinfection de l'eau réalisée dans un centre de traitement, du chlore est introduit sous forme d'hypochlorite de sodium (voir : eau de Javel) dans l'eau avant sa mise en distribution afin d'éviter sa recontamination par des virus ou bactéries pathogènes. La dose de chlore est ajustée afin qu'une concentration minimale de 0,1 mg/L soit visée au robinet du consommateur pour atteindre une eau correctement désinfectée.
Le chlore s'évaporant à l'air libre (donc : pas dans les tuyaux), le goût chloré de l’eau peut disparaître lorsque celle-ci repose dans une carafe ouverte. Le chlore est moins perceptible dans l'eau plus fraiche en température.
Le chlore, outre son odeur de Javel désagréable, est un biocide toxique, perturbateur endocrinien qui altère ou détruit la flore intestinale, crée des maux de ventre, nuit à l’assimilation des nutriments, endommage le système enzymatique, affaiblit le système immunitaire et produit des dérivés cancérigènes. Une filtration de base au charbon actif permet heureusement de le retenir physiquement par adsorption.

## Qualités organoleptique et d'apparence
L'eau du robinet présente souvent une odeur, une flaveur, un arrière-goût ou une saveur différente de celles de l'eau en bouteille.
En l'absence d'informations claires et aisément accessibles, le goût de l'eau joue un rôle majeur dans la perception de la qualité de l'eau par le public.
Parfois la saveur et l'odeur de l'eau peuvent être dégradées en amont, par exemple par une contamination du bassin d’eau brute par des apports industriels, urbains, routiers et/ou agricoles. Sinon, les caractéristiques organoleptiques de l'eau distribuée résultent de composés créés par la chloration, l'ozonisation ainsi que des composés émis par des microorganismes morts ou vivants (micro champignons (ex : Actinomyces), microalgues (diatomées, chrysophytes et chlorophycées principalement), bactéries, cyanophycées...) dans l'eau ou à partir du biofilm installé dans les conduites ou réservoirs, ou encore du contact de l'eau avec les matériaux (ou enduits intérieurs) des conduites (fonte, amiante ciment, ciment, plastiques, cuivre et parfois des travaux effectués sur les canalisations...), c'est l'une des principales raisons qui lui font souvent préférer l'eau en bouteille. Une sensation désagréable au goût ou à l'odorat humain peut être induite par de très faibles doses de certains composés (du ng.L-1 au mg.L-1) dans l'eau. Notre odorat y est « souvent plus sensible que l’instrumentation de laboratoire la plus sophistiquée ». Le problème peut être chronique ou momentané.
De nombreuses études ont porté sur :
1. l'origine des goûts et odeurs de l’eau potable[7],[8],[9],[10] ; Un contrôle organoleptique fait au robinet puis avec l’eau en sortie d'unité de potabilisation peut aider à savoir si une source d'odeur/gout est située en amont ou dans le réseau de distribution[3] ;
2. la détection et identification des composés responsables (précurseurs notamment) ; à titre d'exemple les microalgues peuvent libérer des aldéhydes, alcanes, alcènes, alcools et esters donnant un goût à l'eau (ex : géosmine détectable par notre odorat dès 4 à 10 ng/L et/ou méthylisobornéol, détectable dès 9 à 42 ng/L pour le 2-méthylisobornéol[11],[12] ; deux composés produits  par diverses espèces de cyanobactéries)[3] ;
3. l’identification des goûts/odeurs liés à des composés particuliers[13],[14],[15],[16] ;
4. les moyens de supprimer tout ou partie de ces composés dans l'eau distribuée. Des pays ont établi des normes de qualité (type contact alimentaire) pour les matériaux en contact avec l'eau à distribuer (Nouvelle-Zélande, États-Unis, Europe en 2004) mais en 2004 presque un dixième des matériaux respectant ces normes échouent néanmoins aux tests organoleptiques[17].

L'ultrafiltration de l'eau peut la débarrasser de la plupart des composés problématiques mais est couteuse et devrait être (re) faite après le robinet. Le charbon activé doit être régulièrement changé et/ou régénéré.

## Goûteurs d’eau
Il n’existe pas de règlementation précise quant aux paramètres de « confort » de l’eau : aspect, goût, odeur, etc. L’expertise se développe dans les laboratoires, principalement des sociétés de production et de distribution d’eau. Les méthodes relèvent de l’analyse des traces et l’utilisation de techniques de pointe, telles que le nez électronique capable de détecter des goûts et odeurs infimes ou volatiles. Une technologie également utilisée dans le secteur agro-alimentaire (café, champagnes, …).
Les goûteurs d’eau professionnels, « les palais les plus fins » sont capables de qualifier les goûts et odeurs (olfactométrie) de manière à les caractériser et pouvoir par la suite ajuster les réglages des usines. Ils peuvent distinguer des nuances de type sucré/salé/amer.. ou encore odeur de moisi, soufré, marécageuse, vaseuse, chlorée ou métallique par exemple.
Non-buveurs, non-fumeurs, les dégustateurs d’eau sont à l’eau potable ce que sont les nez au parfum. Pour apprécier une eau du robinet, il est recommandé :
- de la faire couler jusqu’à ce qu’elle soit fraîche, avant de la boire ;
- d'en laisser un échantillon s’aérer quelques minutes, ou quelques heures (apparition d'arrières-goûts) dans un verre ou une carafe (non lavés à la machine) ;
- de la protéger dans une bouteille ou carafe de verre propre et fermée (par un bouchon ou film plastique) ;
- de ne pas la garder plus d’une journée hors d'un réfrigérateur, dans une bouteille ou dans une carafe ;
- de rincer la bouteille ou carafe à chaque utilisation ; et de la nettoyer régulièrement à l’eau vinaigrée et au sel (suivi d'un bon rinçage), sinon des microalgues peuvent s'y développer (même dans une carafe filtrante) et parfois en altérer le gout (parmi plus de 1 100 genres d’algues d'eau douce ou saumâtre seules 16 sont connues pour altérer les goûts et odeurs de l'eau potable[3]) ;
- ne pas utiliser le robinet d’eau chaude pour préparer les boissons ou faire la cuisine, surtout si elle est chauffée dans un cumulus ou s'il existe une bouche de recirculation ; préférer l’eau froide[18],[19] ;
- jeter régulièrement les glaçons inutilisés.

## Radioactivité
Comme pour les eaux minérales, la radioactivité de l'eau du robinet varie selon les régions.
La radioactivité de l'eau est liée à la nature des terrains où elle a séjourné. La radioactivité s'observe en faible quantité au robinet du consommateur mais également dans les eaux en bouteille. Elle dépend des métaux et des minéraux et de leurs isotopes présent dans l'eau. Parfois, son origine est naturelle (ex : radon 222, potassium 40, uranium 234, uranium 238, radium 226, radium 228, polonium 210 et plomb 210) ou artificielle (retombées des essais nucléaires, pollutions, fuites).
La contribution de l'eau et des aliments à l'exposition annuelle de la population au rayonnement ionisant est très faible. Elle est 50 fois inférieure à une dose subie avec un scanner[réf. souhaitée]. Elle représente moins de 10 % de l'exposition au rayonnement naturel[réf. souhaitée]. Les rayonnements naturels sont constitués de l'exposition au radon (gaz radioactif naturel), des rayonnements cosmiques et des rayonnements telluriques.
Les rayonnements naturels de l'eau sont essentiellement constitués de l'exposition au radon.
En France, aucun contrôle n'est effectué en vue de déceler la présence de radon dans l'eau du robinet. La dangerosité du radon est prouvée lorsqu'il est dans l'air parce qu'il passe alors dans les poumons. Sa dangerosité n'est pas établie lorsqu'il se trouve dans de l'eau du robinet ou dans de l'eau de boisson[réf. nécessaire].
L'eau du robinet a une activité en Bq de 69/666 pour 1 kg.[réf. nécessaire]

## Aspects environnementaux

### Eau du robinet contre eau en bouteilles
L’eau du robinet est disponible partout sans plastique et très bon marché, de 100 à 500 fois moins chère que l’eau en bouteille. Elle est potable (ce que toutes les eaux minérales ne sont pas), très régulièrement contrôlée et moins susceptible d’encrasser l’organisme que les eaux minérales en bouteille car elle contient généralement moins de minéraux. Enfin, en cas de besoin elle peut être facilement filtrée et corrigée via des appareils spécifiques afin de lui faire retrouver les caractéristiques d'une eau de source.

### Pollution des ressources en eau
La préservation de l’environnement autour des points de captage évite la contamination de l’eau. En France, la mise en place de périmètres de protection autour du point de captage vise à protéger l'eau utilisée pour la production d'eau potable. L'établissement de ces périmètres de protection devrait être finalisé en 2014 (Deuxième Plan National de santé-environnementale)[réf. nécessaire].
Le traitement de l’eau peut-être lourd et coûteux lorsque la zone de captage se situe dans une région très polluée, notamment là où est pratiquée une agriculture intensive, avec l’épandage d’engrais ou de pesticides, ou encore à cause de l'importance des déjections d'animaux d’élevage (exemple des nitrates en Bretagne). Bien souvent, les ressources très polluées finissent par être abandonnées au profit d'autres moins polluées.
Un rapport de l'ANSES publié en avril 2023 constate la présence de métabolite du chlorothalonil, un pesticide interdit en France depuis 2020, dans environ un tiers de l'eau distribuée dans le pays. Le pesticide dépasse la limite de qualité autorisée, rendant cette eau non conforme aux critères réglementaires de qualité pour la distribution.

### Pollution aux hydrocarbures, dans l'eau du robinet, à destination de la consommation humaine
L'anthraquinone peut être impliquée dans la pollution de l'eau du robinet aux hydrocarbures.
Le phénomène est décrit dans le rapport ANSES n°2010-SA-0184 (Juillet 2011) :
Jusque dans les années 80, on utilisait des conduites en fonte ou en acier, avec un revêtement interne d’étanchéité en matière « hydrocarbonées » (c-à-d du goudron, ou du brai de houille), ce produit était aussi utilisé pour les joints des conduites, mais aussi pour les joints des réservoirs d’eau (en acier ou en béton), sur le site de production. Ces matières hydrocarbonées, utilisées comme étanchéifiant, contienne un composé : l’anthracène, qui, en réagissant avec le chlore contenu dans l’eau, forme de l’anthraquinone (Hydrocarbure Aromatique polycyclique). Il faut savoir que environ 20% des canalisations de France sont concernées, essentiellement en milieu urbain.
Il y a donc des hydrocarbures qui se forment (par réaction chimique) à l’intérieur des anciennes conduites d’eau, et ces hydrocarbures peuvent occasionnellement se détacher, et venir polluer l’eau du robinet. Cela se produit notamment lors d’opérations de maintenance effectuées par le distributeur : par exemple : nettoyage de cuves, manœuvre de vannes, cela provoque des fluctuations de débit dans les conduites (ce qu’on appelle des « coups de bélier »), les fluctuations de concentration en chlore dans l’eau, peut aussi favoriser le relargage de l’anthraquinone dans le réseau d’eau potable.
Le rapport scientifique de l'ANSES a débouché sur une instruction Ministérielle (Instruction du Ministère de la Santé n° DGS/EA4 2011-487 (du 27/12/2011) réglementant la manière de remédier à ce type de pollution.

### Traitement à domicile
Deux choses sont attendues d’un traitement de l’eau. Premièrement, une amélioration d’une manière ou d’une autre de la qualité de l’eau du robinet. Deuxièmement, une absence de risque par le traitement ou l’usage, étant admis que l’eau du robinet est potable et donc sans risque à court terme. La limpidité n’est malheureusement jamais acquise : des traitements, non seulement dégradent la qualité de l’eau (adoucisseur à sodium), mais font courir en plus un risque supplémentaire (prolifération microbienne au niveau du réservoir, relargage massif des polluants, eau rendue plus alcaline,...).
De nombreux dispositifs de traitement de l'eau à domicile sont commercialisés. Ils permettent par exemple d'éliminer le chlore, les pesticides, les métaux lourds ou le calcaire. Ce dernier représente pourtant, dans l’eau de boisson, une source importante de calcium. Ces systèmes fonctionnent sur la base du passage de l'eau par une résine retenant les substances à éliminer. À l'usage, ces résines sont saturées par les substances à éliminer et n'assurent plus leurs fonctions efficacement, c'est pourquoi il est important de les renouveler régulièrement.
Le traitement de l'eau, dite potables, à domicile a pour but de retenir les impuretés que les sociétés de distribution publique ou privée ne peuvent éliminer, principalement dues à l'état des canalisations et à l'excès de chlore qui agit comme dissolvant des matières organiques ; il n'existe pas de recherches sur la complexité des substances provenant des pollutions par des pesticides agricoles ou chimiques (effets combinés).[réf. nécessaire]
Des filtres (coton à 20 micromètres) sont installés à l'arrivée de l'eau et les excès de calcaires sont alors traités par des appareils du type adoucisseurs complétés par un filtre à osmose inverse, suivi d'une légère reminéralisation.
Le remplacement trimestriel des filtres révèle la saturation par les impuretés, dans des villes.
La potabilité de l'eau étant le résultat d'une concertation entre les services publics de l'eau et les capacités de traitement des industriels, il peut à tout moment se produire des applications à minima pour réduire les coûts, d'où la nécessité de se prémunir[réf. nécessaire].

#### Lutte contre le tartre
La résine échangeuses d'ions pour adoucisseur d’eau au chlorure de sodium est généralement constituée d'un corps de pression contenant un volume de résine échangeur et un bac à sel. Le but de l’adoucisseur est d’échanger ioniquement les ions calcium contre des ions sodium. L’adoucisseur doit être rempli de sel commun, NaCl. La résine constituée de micro-billes synthétiques se charge en calcium au passage de l’eau et, pour chaque atome de calcium piégé, relargue un atome de sodium. L’eau traitée ne contient plus de calcium ni de magnésium mais du sodium et du chlore.
Certains osmoseurs (en fonction de la qualité de leur membrane) sont capables de retenir le calcium contenu dans l'eau de distribution ou le sodium produit par un adoucisseur. Le débit est néanmoins faible et est généralement consacré à l'eau de boisson uniquement. Une part appréciable de l'eau est larguée à l'égoût. L'appareil est onéreux. L'eau est fortement déminéralisée.

### Gaspillage de l'eau du robinet

Un robinet mal fermé : gaspillage de l’eau garanti.

L’eau du robinet étant également utilisée pour des usages non alimentaires, certaines personnes considèrent comme un gaspillage le traitement poussé de l’eau lorsqu’elle sert au lavage du linge, des sols, à la chasse d'eau des toilettes ou à l’arrosage des plantes. Dans certains lieux (par exemple à Cambridge, mais également à Paris), un double réseau de distribution d’eau est en place, dont l’un distribue de l’eau non potable. Désormais, à Paris, ce double réseau, n'est utilisé que pour le nettoyage des voiries et les réservoirs de chasses au sein des égouts. En effet, de nombreuses erreurs de branchements d'un réseau sur l'autre ont provoqué plusieurs petites épidémies de typhoïde ou de gastro-entérites et ont conduit les autorités à supprimer progressivement ce réseau non potable chez les particuliers.
Depuis 2008 et l'arrêté du ministère français de la santé du 21 août 2008, il est possible de récupérer l’eau de pluie pour certains usages non alimentaires comme le lavage des sols, la chasse d'eau des toilettes ou encore le lavage du linge. Cependant, l'eau de pluie n'est pas potable et souvent bien moins propre que l'eau du robinet (elle peut par exemple contenir des pesticides ou des mousses récupérées sur les toits), son utilisation mérite donc une attention particulière. Le lavage du corps, des dents ou de la vaisselle n'est pas autorisé avec de l'eau de pluie.
Lorsqu’on se lave les mains, il suffit que les mains soient à peine humides et ne pas abuser du savon. C’est la vitesse et/ou la fréquence des frottements des mains qui compte. En rinçant les mains, le débit de l’eau doit être faible tout en continuant à frotter les mains.
Un robinet mal fermé est certes une négligence, mais parfois le robinet est bien fermé et il goutte tout de même. Vétusté, matériel de mauvaise qualité ou entartrage ? Dans tous les cas ce sont des seaux d'eau qui sont perdus chaque jour. Sans oublier les fuites de chasse d'eau dans les toilettes où ce sont l'équivalent de baignoires entières qui sont gaspillées chaque jour.

## Caractéristiques par pays

### Belgique
La qualité de l'eau fait l'objet de contrôles réguliers. En Wallonie, la législation prévoit que les contrôles soient réalisés sur le robinet d'eau froide de la cuisine.

### France
Un Français utilise en moyenne 148 L d'eau du robinet par jour et par personne.

#### Qualité physico chimique et biologique de l'eau
| Substances chimiques                     | Taux limite                                                                           | Caractéristiques                                                                                     |  |
| ---------------------------------------- | ------------------------------------------------------------------------------------- | --- |  |
| Acrylamide                               | 0,10 µg/L                                                                             | |  |
| Antimoine                                | 5 µg/L                                                                                | |  |
| Arsenic                                  | 10 µg/L                                                                               | |  |
| Baryum                                   | 0,1 mg/L                                                                              | |  |
| Benzène                                  | 1 µg/L                                                                                | |  |
| Benzopyrène                              | 0,010 µg/L                                                                            | |  |
| Bore                                     | 1 mg/L                                                                                | |  |
| Bromates                                 | 10 µg/L                                                                               | La valeur la plus faible possible doit être visée                                                    |  |
| Cadmium                                  | 5 µg/L                                                                                | |  |
| Chrome                                   | 50 µg/L                                                                               | |  |
| Chlorure de vinyle                       | 0,5 µg/L                                                                              | |  |
| Cuivre                                   | 2 mg/L                                                                                | |  |
| Cyanure totaux                           | 50 µg/L                                                                               | |  |
| 1,2-dichloroéthane                       | 3 µg/L                                                                                | |  |
| Épichlorhydrine                          | 0,10 µg/L                                                                             | |  |
| Fluorures                                | 1,5 mg/L                                                                              | |  |
| Hydrocarbures aromatiques polycycliques  | 0,1 µg/L                                                                              | |  |
| Mercure                                  | 1 µg/L                                                                                | |  |
| Microcystine                             | 1 µg/L                                                                                | A rechercher en cas de prolifération algale dans les eaux brutes                                     |  |
| Nickel                                   | 20 µg/L                                                                               | |  |
| Nitrates                                 | 50 mg/L                                                                               | Limite légale: Dépassement inoffensif                                                                |  |
| Nitrites                                 | 0,50 mg/L                                                                             | En sortie des installations de traitement, la concentration doit être inférieure ou égale à 0,1 mg/L |  |
| Pesticides organiques                    | 0,10 µg/L pour chaque pesticide sauf aldrine, dieldrine, heptachlorépoxyde: 0,03 µg/L | Insecticides, herbicides, fongicides                                                                 |  |
| Total Pesticides                         | 0,50 µg/L                                                                             | |  |
| Plomb                                    | 10 µg/L jusqu'en 2013                                                                 | |  |
| Sélénium                                 | 10 µg/L                                                                               | |  |
| Tétrachloroéthylène et Trichloroéthylène | 10 µg/L                                                                               | |  |
| Total Trihalométhanes                    | 100 µg/L                                                                              | |  |

Les Français bénéficient d'une eau abondante en général, de bonne qualité et à un prix raisonnable ; trois composantes réunies dans ce qui serait le modèle national de la gestion de l’eau[réf. nécessaire]. Pour autant, il y a régulièrement des pénuries dans une dizaine de départements, dues le plus souvent aux prélèvements très importants faits dans les périodes d’été pour l’irrigation agricole[réf. nécessaire]. Il y a des sérieux défauts de qualité, notamment en ce qui concerne les masses d’eaux souterraines ; de nombreux captages ont dû être fermés ou approfondis pour répondre aux normes[réf. nécessaire]. La France, qui est une région à climat tempéré, bénéficie parfois de précipitations importantes, surtout dans le Sud du pays. La qualité de l'eau est contrôlée. Les pouvoirs publics réalisent des prélèvements, les opérateurs privés sont contrôlés sur ce point de façon régulière. Les taux de nitrates et de pesticides sont néanmoins en croissance dans plusieurs régions et préoccupants. L'aluminium ou le radon, internes à l’IRSN. Un bilan historique (le radon est cancérigène) sont aussi des contaminants localement jugés préoccupants. Les eaux minérales et thermales sont également suivies.
Le code de la santé publique (CSP) et ses textes d'application ont dû transposer la directive européenne 98/83/CE. Ils cadrent le contrôle sanitaire des eaux potables, maintenant fait par les Agences Régionales de Santé (ARS) sur 25 546 unités de distribution (UDI) en France ; la fréquence de contrôle varie selon les quantités distribuées et selon la taille de la population desservie.
Les agences de l'eau publient régulièrement des bilans et cartographies sur la qualité des eaux superficielles ou souterraines, dans le cadre de la directive cadre sur l'eau notamment. Une base de données "SISE-Eaux d’alimentation" constitue le Système d'information en santé-environnement sur les eaux d’alimentation. Son actualisation est faible.
La France et les nitrates NO3: La dose maximum autorisée est de 10 mg/L pour les États-Unis et de 50 mg/L pour l’Europe et selon les recommandations de l’OMS. Concernant l’eau de distribution, la France fut condamnée en 2011 par la Communauté européenne pour de nombreuses irrégularités, alors qu'avant les années 1950, le taux de nitrates n'excédait que rarement 1 mg/L et que depuis il est en constante augmentation.
|                                                                       | Paramètres | Références de qualité                                                                                 |
| --------------------------------------------------------------------- | --- | --- |
| Aluminium total                                                       | 200 µg/L | Référence AFSSA si dépassement, mise en œuvre de mélange d'eau accordé                                |
| Ammonium                                                              | 0,1 mg/L | |
| Chlore libre total                                                    | | Absence d'odeur ou de saveur désagréable                                                              |
| Carbone organique total, oxydabilité au Permanganate de potassium     | 2 mg/L | 5 mg/L après 10 min en milieu acide                                                                   |
| Chlorites                                                             | 0,2 mg/L | La valeur la plus faible doit être visée sans compromettre la désinfection                            |
| Conductivité des eaux                                                 | entre 180 et 1000 µS/cm à 20°                                                                                   | Les eaux ne doivent pas être corrosives                                                               |
| Chlorures                                                             | 250 mg/L | Les eaux ne doivent pas être agressives (corrosion des métaux), seuil gustatif pour les consommateurs |
| Concentration en ion hydronium                                        | entre 6,5 et 9 unités pH                                                                                        | Les eaux ne doivent pas être agressives                                                               |
| Cuivre                                                                | 1 mg/L | |
| Équilibre calcocarbonique (calcium/carbone)                           | Les eaux ne doivent pas être agressives                                                                         | |
| Fer                                                                   | 200 µg/L | |
| Manganèse                                                             | 50 µg/L | |
| Oxydabilité au Permanganate de potassium après 10 min en milieu acide | 5 mg/L O2 | |
| Odeur et saveur                                                       | Acceptable pour les consommateurs, aucun changement anormal et pas d'odeur pour un taux de dilution de 3° à 25° | |
| Sodium                                                                | 200 mg/L | |
| Sulfates                                                              | 250 mg/L | |
| Température                                                           | 25 °C | |
| Turbidité                                                             | 1 NFU (FNU: Formazine Néphelometric Unit)                                                                       | |

#### Radioactivité
La qualité radiologique des eaux fait l'objet d'une surveillance réglementaire, régulière depuis 2005. cette surveillance est basée sur les exigences européennes de 1998, mais également sur les recommandations de l'OMS qui datent de 1996.
La loi,, fixe 4 indicateurs de qualité radiologique, des valeurs guides et des références de qualité.
La réglementation est basée sur plusieurs indicateurs.
L’activité alpha globale est un indicateur de présence de radionucléides émetteurs alpha ; l’activité bêta globale résiduelle est un indicateur de présence de radionucléides émetteurs bêta; le tritium est un indicateur de radioactivité issue d’activités anthropiques. La Dose Totale Indicative (DTI) représente la dose efficace résultant de l’ingestion de radionucléides présents dans l’eau durant une année de consommation. Une procédure est prévue en cas de dépassement des valeurs guides. À titre d'exemple, selon l'IRSN, en France, en 2008-2009, 98,83 % de la population a été alimentée par une eau dont la qualité (DTI) respectait en permanence les niveaux fixés par la réglementation ;
En cas de dépassement des valeurs de référence, des analyses spécifiques peuvent être réalisées par exemple pour rechercher l'uranium. Dans ces cas et seulement ces cas, la dose totale annuelle pour la population est calculée. Il y a une valeur de référence dans la réglementation française fixée à 0,1 mSv ce qui correspond à environ 4 % de la dose d'exposition pour la population aux rayonnements naturels.
Au vu de ce bilan, on peut aujourd'hui affirmer que la qualité radiologique de l'eau du robinet est satisfaisante et n'a pas présenté de risque notable récent pour les consommateurs.

#### Polémique
Le 23 juin 2009 dans Le Parisien, le docteur David Servan-Schreiber, associé au WWF, déclenche une polémique en déclarant que boire de l'eau du robinet est potentiellement dangereux, en particulier pour les malades du cancer. L'UFC-Que choisir soupçonne cette campagne de chercher à relancer le marché de l'eau en bouteille dont les ventes chutent depuis quelques années, et relève qu'elle « passe curieusement de la qualité de la ressource en eau, fort dégradée [...] à celle de l'eau au robinet, comme s'il n'y avait ni stations de traitement pour la rendre potable ni contrôles ». Le WWF a démenti tout parti pris en faveur des eaux en bouteilles ou eaux du robinet et ne pose que la question de la santé publique et de la protection des ressources. L'ONG étudie la qualité des eaux.
Face à la polémique, dans un communiqué en date du 2 juillet 2009, l’Académie nationale de médecine, l’Académie nationale de pharmacie et l’Académie de l’eau
considèrent que les récentes recommandations de consommation sur l’eau potable adressées aux personnes atteintes de cancer constituent à la fois un déni de la science, un mépris de la médecine et une atteinte au respect des patients.
Le ministère de la Santé et des Sports a mis en ligne les analyses d'eau effectuées en 2009 dans toutes les communes françaises. Ces relevés comportent de nombreux paramètres, comme le pH et la conductance mais ignorent le potentiel redox, pour lequel aucune norme européenne n'a encore été fixée.
Par ailleurs, la teneur de certaines eaux communales en aluminium montre que de nombreux réseaux sont encore floculés à l'aluminium. La ville de Paris a déjà renoncé à ce procédé et flocule aux sels ferriques. Se pose aussi la question de la minéralisation des eaux : faut-il boire une eau pure (résistive) ou une eau chargée en électrolytes ? Les travaux du professeur Yann Olivaux et de son équipe de recherche tendent à montrer que ce choix est celui de l'hydratation ou de la minéralisation des cellules de l'organisme. La minéralisation est normalement assurée par les aliments et par l'hydratation par l'eau de boisson. Cette eau passe par des canaux nanométriques (appelés aquaporines), conduisant à choisir des eaux très peu minéralisées (moins de 100 mg par litre d'après la bio-électronique). Une synthèse de cette conclusion est disponible en ligne.